# Зворыкин, Николай Николаевич
Николай Николаевич Зворыкин (1853, Российская империя — 18 апреля 1939, Ле Пере-ан-Ивелин) — российский юрист, экономист, исследователь сельского хозяйства и положения крестьян, член ряда научных и экономических обществ Франции.

## Биография
Родился в 1853 году и происходил из костромской линии потомственных дворян Зворыкиных.
В 1876 году окончил юридический факультет Императорского Московского университета. Затем 15 лет изучал агрономию во Франции, устроил в своём имении под Петербургом образцовое молочное хозяйство.
Советник В. К. Плеве и П. А. Столыпина по аграрным вопросам. Участвовал в разработке аграрных и крестьянских законопроектов правительства П. А. Столыпина, его перу принадлежат несколько книг и множество статей по этой теме. По своим политическим взглядам Зворыкин был близок к националистам, в то же время был противником общины, обвиняя как саму идею общинности, так и её защитников-монархистов в социальном, «левом» эгалитаризме.

Защитники общины, сами того не замечая, тянули за одну веревку с коммунистами (имеется в виду «неонародническое» движение), которые отстаивают существующую организацию уже, конечно, не ввиду сочувствия патриархальным началам, а единственно с целью помешать насаждению в России мелкой земельной собственности"— Зворыкин Н. Н. Крестьянское землеустройство и необходимая аграрная реформа в России. — СПб., Тип. А. С. Суворина, 1905. — С. 61
Создал фирму по производству и пастеризации молочных продуктов «Лактобациллин», продукция которой нашла широкий спрос и продавалась в различных странах Европы и Азии. Зворыкин — учредитель и член Совета Российской сельскохозяйственной палаты при Министерстве земледелия, председатель Северного сельскохозяйственного общества.
В конце XIX — начале XX вв. принял участие в экономико-этнографических исследованиях князя Тенишева, который с помощью метода анкетирования исследовал экономическое положение, быт и мировоззрение русского крестьянства. Именно Н. Н. Зворыкин провёл систематизацию, анализ и обобщение огромного материала, полученного в ходе опросов.
В 1913 году стал почётным мировым судьёй Санкт-Петербургского уезда.
После Октябрьской революции 1917 года эмигрировал во Францию. В 1920-е годы издал за границей несколько книг по аграрному вопросу в России. Как исследователь, Н. Н. Зворыкин сочетал в себе фундаментальную научную подготовку и богатый практический опыт исследований. В 1937 году основал при французской Академии наук фонд в 40 тысяч франков на проведение научных работ. За свои научные работы получил от французской Академии премию.
В своих исследованиях Н. Н. Зворыкин пользовался социологическими методами, разработанными выдающимся французским ученым Фредериком Ле Пле. Эти методы позволили определить законы естественного, мирного социально-экономического развития, как на уровне целых народов, так и на уровне отдельных социальных групп, в зависимости от природно-географических факторов.
Сверхзадачей, которую ставил перед собой учёный, было ответить на вопросы об экономических причинах революции в России и прихода к власти большевиков, о путях дальнейшего развития страны.